# Barcelona Moon Team
El grupo español Barcelona Moon Team o también llamado BMT está formado por expertos aeroespaciales liderados por Xavier Claramunt. Fue el primer grupo oficial español que entró en el concurso Google Lunar X Prize.

## Historia y desarrollo
El grupo fue formado como parte de la empresa Galactic Suite basado en el concepto de turismo para entornos extremos Archivado el 31 de octubre de 2014 en Wayback Machine.: Bajo el mar, Hielo polar y en órbita. Hay cinco esfuerzos de desarrollo dentro de la actividad Moon 2.0: Flight, Surface Operations, Rover, Selena y Calls.
1. Flight[2] estudia el uso de pequeñas lanzaderas como el Falcon.
2. Surface Operations[3] estudia el entorno lunar y las condiciones a superar.
3. Rover[4] es un rover de seis ruedas como plataforma para explorar la Luna.
4. Selena[5] es un experimento científico consistente en una demostración para extraer oxígeno del regolito.
5. Calls[6] será un experimento privado llevado en esta misión como carga útil.

## Objectivos
El objetivo principal es promover la colaboración en España entre la industria aeroespacial, la docencia y la sociedad entera y así:
- Promover la industria privada para acceder al espacio.
- Promover el desarrollo de estructuras tripuladas para ocupar el espacio.
- Promover la transferencia de tecnología desde el sector aeroespacial a otros sectores industriales.
- Promover el desarrollo de una regulación relativa al espacio.
- Promover la organización y eventos para explicarlo a la sociedad.